# Lagayan
Lagayan è una municipalità di sesta classe delle Filippine, situata nella provincia di Abra nella Regione Amministrativa Cordillera.
Lagayan è formata da 5 baranggay:
- Ba-i
- Collago
- Pang-ot
- Poblacion
- Pulot